# Ливингстон, Джозеф
Джозеф Арнольд Ливингстон (англ. Joseph «Joe» Arnold Livingston, 10 февраля 1905 года — 25 декабря 1989 года) — американский репортёр и экономический обозреватель, наиболее известный благодаря своему взвешенному подходу к прогнозированию и регулярным полугодовым «Обзорам Ливингстона» о макроэкономических показателях США. В 1965 году. будучи журналистом Philadelphia Bulletin, Ливингстон выиграл Пулитцеровскую премию за международный репортаж.

## Биография
Вскоре после окончания бакалавриата в Университете Мичигана в 1925 году Джозеф Ливингстон получил свою первую работу в ежедневной нью-йоркской газете. Всего в течение первых пяти лет после выпуска он работал по меньшей мере в сорока городских изданиях, включая Queens County News, The Bronx Home News, Daily News Record во Фэрчайлде и Brooklyn Daily times. Он начал интересоваться экономикой, когда в сентябре 1929 года организовал с друзьями инвестиционный клуб. Когда через месяц фондовый рынок рухнул, Ливингстон записался на курсы в Городском колледже Нью-Йорка. К 1931 году он стал колумнистом в New York Daily News. В течение следующих трёх лет он вёл колонку «Обсудим это» и дослужился до позиции ответственного редактора. Он был вынужден уйти в отставку из-за финансовых трудностей газеты во время Великой депрессии. В 1934 году Ливингстон перешёл в штат Financial World, где редактировал материалы, связанные с муниципальными предприятиями. В 1936—1942 годах Ливингстон работал экономистом в Businessweek. В своих колонках «Перспектива» и «Тренд» он среди прочего писал об интересах США в войне в Европе.
Во время Второй мировой войны Ливингстон оставил деловую журналистику, чтобы работать с правительством США. В мае 1942 года по заказу Совета по военному производству он организовал еженедельный отчёт War Progress. Материалы, информировавшие об административных нововведениях, распространялись среди высших армейских чинов. В 1944 году он присоединился к Агентству по мобилизации и промышленной реконверсии в качестве редактора. Так, в июне 1944 года он выступил автором правительственной брошюры «Реконверсия — работа впереди» (англ. Reconversion — job ahead), в сентябре и октябре корреспондент участвовал в составлении отчётов Совета по критическим программам военного производства. После непродолжительной работы помощником Хиланда Бэтчеллора Ливингстон перешёл в штат Управления военной мобилизации и восстановления в 1945 году. В его обязанности входило составление аналитических и статистических отчётов для правительства Соединённых Штатов.
По окончании военных действий Ливингстон запустил собственную колонку (по другим данным, он начал выпускать материалы во время работы в The Philadelphia Record в 1947 году). Изначально он публиковал материалы под заголовком «Заботясь о собственном бизнесе», но позднее переименовал колонку в «Деловая перспектива». Её распространяло более 50 газет США и Канады, включая The Washington Post и The Philadelphia Inquirer. Отличительной чертой материалов Ливингстона стало использование принципов журналистики данных. Он брал за основу повествования графики экономических показателей, что позволяло не только предоставлять большой объём данных в компактном формате, но и акцентировать наиболее важную информацию.
В 1945 году Ливингстон был назначен финансовым редактором в The Philadelphia Record. В этот период он начал подготавливать полугодовые макроэкономические анализы на основе опросов экономистов по всей стране. Они стали известны как Livingston Survey. Он стал одним из первых журналистов, составлявших подобные обобщающие анализы. Этот тип прогнозирования был отмечен Федеральным резервным банком Филадельфии в 1974 году и впоследствии был популяризирован в СМИ. В 1977 году глава отдела макроэкономики Исследовательского отдела ФРБ Филадельфии Дин Краушор признавал значимость исследований Ливингстона. Через год Федеральная резервная система Филадельфии оцифровала данные исследований и продолжила проводить их самостоятельно.
Когда Philadelphia Record закрылась в 1947 году, Ливингстон присоединился к Washington Post, продолжив писать на экономическую тематику для специализированной колонки газеты. С июля 1948 года Ливингстон занимал пост финансового редактора Philadelphia Bulletin. Среди его материалов, например, числились серии статей «Советский вызов — экономическая оценка» (1956 год), «Мощный импульс доллара» (1964 год). Последняя работа принесла журналисту Пулитцеровскую премию 1965 года «За доклады о росте экономической самостоятельности зависимых от России восточноевропейских государств и анализ их стремления к возобновлению торговли с Западом».
Ливингстон оставил пост финансового редактора Philadelphia Bulletin в 1968 году, но продолжал писать экономические обзоры для издания до 1972-го. Параллельно с января 1971 по июнь 1972 года он занимал пост почётного профессора в Университете Темпл, где преподавал экономику. Позднее Ливингстон присоединился к Philadelphia Inquirer, где вёл экономические обзоры и шахматную колонку вплоть до своей смерти в 1989 году.

## Награды и признание
Джозеф Ливингстон являлся четырёхкратным лауреатом Премии Леба и трёхкратным — Премий Джона Хэнкока и Клуба зарубежных корреспондентов. В 1955 году он занимал пост президента филадельфийского клуба Franklin Inn, в 1960—1962 годах входил в совет Национальной ассоциации бизнес экономистов. Ливингстон является одним из основателей Общества американских деловых редакторов и писателей, он возглавлял организацию первые два года (1964, 1965). Он активно участвовал в жизни Мичиганского университета, собирая средства и присваивая стипендии. С 1940-х годов он неоднократно выступал с лекциями, делал заявления на слушаниях в Конгрессе, работал защитником Статистической сводки Соединённых Штатов Министерства торговли США, участвовал в общественных дискуссиях и семинарах.
За время своей карьеры Ливингстон опубликовал книгу «Американский акционер» (1958 года), в 1963—1989 годах он издавал книжные рецензии. В 1961 году он записал серию репортажей «Эволюция американской экономической революции» для радиостанции «Голоса Америки». Через год он начал вести собственный подкаст на радио WCAU, который записывал до 1964-го.

## Личная жизнь
Ливингстон женился на Розали Логиз Френджер в 1927 году. Их совместная жизнь продлилась более 62 лет, первые пятнадцать из которых они прожили в Нью-Йорке. Позднее они переезжали между Вашингтоном и Филадельфией, пока в 1948 году не осели на семейной ферме в штате Пенсильвания. Их дочь Патриция Ливингстон вышла замуж за доктора философии Мэтью Хербана III.